# 八枝神社 (上尾市)
八枝神社（やえだじんじゃ）は、埼玉県上尾市平方に存在する神社。隣接する橘神社の管理を兼務する。境内社には源氏武家の氏神である八幡社も存在するため、源氏とも縁がある。御神紋は左三つ巴。

## 概要
祭神は素戔嗚尊と狛狗大神（はっくだいじん）であり、狛狗大神とは大きな獅子頭の事で「平方の御獅子様」として知られており、悪疫退散のご利益があるとされ、年間を通じて貸出されている。
境内社は拝殿の隣に位置する疫神社（疫災いを司り、病気を抑える疫神を奉祀）と、疫神社の隣に位置する八幡社（誉田別命、本宗は宇佐神宮。源氏武家の氏神でもある）を奉祀し、必勝祈願と除災招福のご利益がある）。1907年（明治40年）の平方内神社合祀によって八枝神社境内に橘神社の旧本殿が移され、現在も橘神社の本殿として使用されている。講は広範囲であり、東京都内（足立区・練馬区・清瀬市）にまで及ぶ。
創建年は不明であるが、1688-1704年（元禄）には存在しており、それ以前の創建とされている。天王社・牛頭天王社を称していたといい、江戸時代は牛頭天王社と称し、天台宗正覚寺（上尾市平方530-1、福正寺（別所村（旧大宮市別所）末寺））の持寺であり、正覚寺は威徳山宝聚院を号し、観音菩薩を本尊としていた。境内には正覚寺の名を刻んだ手水鉢も残っている。
『平方村寺社地御改之覚』（1694年（元禄7年）、福田家文書、正覚寺に存在）によると、古来より除地とされており、1711年（正徳元年）に社殿が再建された。明治維新後に神仏分離によって正覚寺が廃寺となり、八坂神社の枝社という意味を込めて現社名に改称され、平社に列せられた。また八枝神社と八幡宮（八枝神社境内にも八幡社が存在）も「八」の漢字を含んでおり、どちらも御神紋は左三つ巴である。正覚寺は廃寺となった後、平方観音堂に改称された。正覚寺の住職は福田良中と名乗って還俗し、大宮氷川神社社家の西角井家から神道を学んで神職となり、福田家が神職として八枝神社に奉仕を続けている。1919年（大正8年）には拝殿が建立された。

毎年7月中旬日曜日に祇園祭の一種である奇祭「どろいんきょ」（埼玉県指定無形民俗文化財）が開催される。祭では白木作りで無装飾の「隠居神輿｣を泥の中に転がし回し、この泥を浴びるとご利益があるという。「どろいんきょ」の由来は諸説存在し、一線を退いた中古の神輿を使った事、隠居した高齢者が担いでいた事等が存在する。

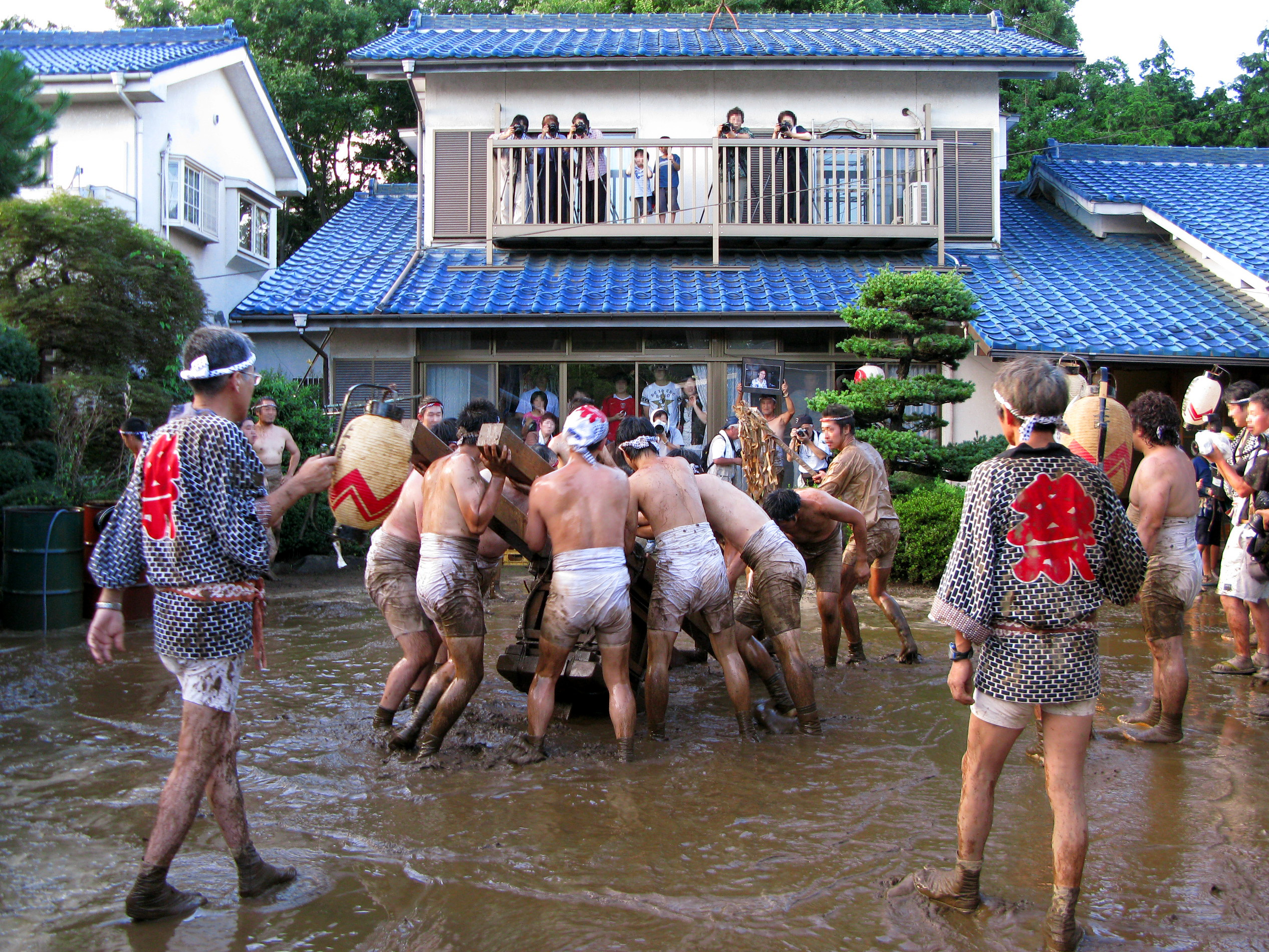
どろいんきょ

## 文化財
- 欅・榎（上尾市指定天然記念物、1981年（昭和56年）3月31日指定）[15]
- 平方祇園祭のどろいんきょ行事（埼玉県指定無形民俗文化財、2011年（平成23年）3月18日指定）[13]